# Nansemond
Nansemond /od nansamend, =one goes to fish, ili one (who) goes to fish (or fishing), možda osobno ime/, jedno od značajnijih plemena algonkinske konfederacije Powhatan, koje je obitavalo na teritoriju južno od donjeg toka rijeke James u Virginiji, unutar sadašnjih okruga Nasemond i Norfolk. 
Njihovo glavno naselje bilo je Nandsamund, možda na mjestu današnjeg Chuckatucka. Prema kapetanu Johnu Smithu (1608.) imali su oko 200 ratnika ili 700 do 800 duša. Broj im je, slično ostalim powhatanskim plemenima, spao 1722. na oko 150 ljudi. Nešto mješanaca očuvalo se u blizini Bowershilla, nedaleko Norfolka

## Vanjske poveznice
- The Official Nansemond Indian Tribal Association Website  Arhivirana inačica izvorne stranice od 27. svibnja 2010. (Wayback Machine)